# Ephyrodes scitilinea
Ephyrodes scitilinea là một loài bướm đêm trong họ Erebidae.